# Campeonato Mundial de Tiro de 1966
El XXXIX Campeonato Mundial de Tiro se celebró en Wiesbaden (RFA) en el año 1966 bajo la organización de la Federación Internacional de Tiro Deportivo (ISSF) y la Federación Alemana de Tiradores.
Las competiciones se realizaron en el Campo de Tiro Rheinblick de la ciudad alemana.

## Resultados

### Masculino
| Evento                                     | Oro                                    | Plata                               | Bronce                               |
| ------------------------------------------ | -------------------------------------- | ----------------------------------- | ------------------------------------ |
| Rifle 3 posiciones 300 m                   | Gary Anderson Estados Unidos 1156 pts. | Alexandr Gerasimenok URSS 1154 pts. | John Foster Estados Unidos 1153 pts. |
| Rifle 3 posiciones 300 m (equipos)         | Estados Unidos 4602                    | URSS 4573                           | Suiza · 4535                         |
| Rifle en pos. tendida 300 m                | Kurt Johansson · Suecia · 398          | Magne Landrø · Noruega · 398        | Marat Niyasov URSS 397               |
| Rifle en pos. de rodillas 300 m            | John Foster Estados Unidos 389         | Alexandr Gerasimenok URSS 388       | Kurt Johansson · Suecia · 388        |
| Rifle en pos. de pie 300 m                 | Kurt Müller · Suiza · 375              | Gary Anderson Estados Unidos 375    | Alexandr Gerasimenok URSS 370        |
| Rifle estándar 300 m                       | Ludwig Lustberg URSS 558               | Vladimir Koniajin URSS 552          | Gary Anderson Estados Unidos 550     |
| Rifle estándar 300 m (equipos)             | URSS 2185                              | Suiza · 2168                        | Estados Unidos 2161                  |
| Rifle 3 posiciones 50 m                    | Gary Anderson Estados Unidos 1155      | Marat Niyasov URSS 1150             | Henryk Gorski · Polonia · 1148       |
| Rifle 3 posiciones 50 m (equipos)          | Estados Unidos 4589                    | URSS 4572                           | RDA 4555                             |
| Rifle en pos. tendida 50 m                 | David Boyd Estados Unidos 598          | Jerzy Nowicki · Polonia · 596       | William Krilling Estados Unidos 596  |
| Rifle en pos. tendida 50 m (equipos)       | Estados Unidos 2376                    | Polonia · 2371                      | URSS 2364                            |
| Rifle en pos. de rodillas 50 m             | Vladimir Koniajin URSS 390             | Marat Niyasov URSS 389              | Michael Victor Sudáfrica 389         |
| Rifle en pos. de rodillas 50 m (equipos)   | Estados Unidos 1542                    | URSS 1542                           | Polonia · 1537                       |
| Rifle en pos. de pie 50 m                  | Gary Anderson Estados Unidos 372       | Werner Lippoldt RDA 371             | Hartmut Sommer RDA 370               |
| Rifle en pos. de pie 50 m (equipos)        | RDA 1467                               | URSS 1464                           | Estados Unidos 1460                  |
| Rifle estándar 3 posiciones 50 m           | Donald Adams Estados Unidos 567        | Gary Anderson Estados Unidos 565    | Hartmut Sommer RDA 562               |
| Rifle estándar 3 posiciones 50 m (equipos) | Estados Unidos 2243                    | URSS 2215                           | RDA 2215                             |
| Rifle de aire 10 m                         | Gerd Kümmet RFA 385                    | August Hollenstein · Suiza · 385    | Lajos Papp · Hungría · 385           |
| Rifle de aire 10 m (equipos)               | Suiza ·                                | RFA                                 | URSS                                 |
| Pistola 50 m                               | Vladimir Stolipin URSS 556             | Dencho Denev Bulgaria 555           | Hynek Hromada Checoslovaquia 553     |
| Pistola 50 m (equipos)                     | URSS 2203                              | Suiza · 2186                        | Polonia · 2183                       |
| Pistola rápida de fuego 25 m               | Virgil Atanasiu Rumania 596            | Józef Zapedzki · Polonia · 594      | Rennart Suleymanov URSS 593          |
| Pistola rápida de fuego 25 m (equipos)     | URSS 2354                              | Rumania 2354                        | RDA 2346                             |
| Pistola de fuego 25 m                      | William Blankenship Estados Unidos 595 | Lubomír Nácovský Checoslovaquia 589 | Renart Suleimanov URSS 587           |
| Pistola de fuego 25 m (equipos)            | Estados Unidos 2341                    | URSS 2340                           | Checoslovaquia 2313                  |
| Blanco móvil 50 m                          | Vladimir Veselov URSS 164              | Igor Nikitin URSS 164               | John Kingeter Estados Unidos 161     |
| Blanco móvil 50 m (equipos)                | URSS 637                               | Estados Unidos 604                  | Suecia · 586                         |
| Foso                                       | Kenneth Jones Estados Unidos 297       | Gheorghe Enache Rumania 292         | Pavel Senichev URSS 292              |
| Foso (equipos)                             | Estados Unidos 768                     | Rumania 764                         | URSS 757                             |
| Skeet                                      | Jorge Jottar · Chile · 197             | Hans-Joachim Suppli RFA 196         | Artur Rogowski · Polonia · 195       |
| Skeet (equipos)                            | Estados Unidos 383                     | URSS 381                            | RFA 380                              |

### Femenino
| Evento                               | Oro                                  | Plata                                  | Bronce                        |
| ------------------------------------ | ------------------------------------ | -------------------------------------- | ----------------------------- |
| Rifle 3 posiciones 50 m              | Margaret Thompson Estados Unidos 558 | Anneliese Goth RFA 545                 | Tatiana Riabinskaya URSS 544  |
| Rifle en pos. tendida 50 m           | Eulalia Zakrzewska · Polonia · 591   | Margaret Thompson Estados Unidos 589   | Ferencné Kün · Hungría · 585  |
| Rifle en pos. tendida 50 m (equipos) | Polonia · 1747                       | Estados Unidos 1743                    | Hungría · 1732                |
| Pistola 25 m                         | Nina Rasskazova URSS 582             | Alexandra Sarina URSS 581              | Susan Swallow Reino Unido 575 |
| Foso                                 | Elisabeth von Soden RFA 95           | Charlotte Berkenkamp Estados Unidos 90 | Valentina Gerasina URSS 89    |
| Skeet                                | Klavdia Smirnova URSS 91             | Mercedes de García · Venezuela · 88    | Michele Valery Francia 83     |

## Medallero
| Núm. | País           | Oro | Plata | Bronce | Total |
| ---- | -------------- | --- | ----- | ------ | ----- |
| 1    | Estados Unidos | 17  | 6     | 6      | 29    |
| 2    | URSS           | 10  | 14    | 10     | 34    |
| 3    | Polonia        | 2   | 3     | 4      | 9     |
| 4    | RFA            | 2   | 3     | 1      | 6     |
|      | Suiza          | 2   | 3     | 1      | 6     |
| 6    | Rumania        | 1   | 3     | 0      | 4     |
| 7    | RDA            | 1   | 1     | 5      | 7     |
| 8    | Suecia         | 1   | 0     | 2      | 3     |
| 9    | Chile          | 1   | 0     | 0      | 1     |
| 10   | Checoslovaquia | 0   | 1     | 2      | 3     |
| 11   | Bulgaria       | 0   | 1     | 0      | 1     |
|      | Noruega        | 0   | 1     | 0      | 1     |
|      | Venezuela      | 0   | 1     | 0      | 1     |
| 14   | Hungría        | 0   | 0     | 3      | 3     |
| 15   | Francia        | 0   | 0     | 1      | 1     |
|      | Reino Unido    | 0   | 0     | 1      | 1     |
|      | Sudáfrica      | 0   | 0     | 1      | 1     |
|      | TOTAL          | 37  | 37    | 37     | 111   |